# 2409-es mellékút (Magyarország)
A 2409-es számú mellékút egy négy számjegyű mellékút Nógrád vármegyében, a Mátra nyugati lábainál. Bátonyterenye egymástól távolabb eső városrészeit kapcsolja össze egymással és a térségben húzódó főútvonalakkal.

## Nyomvonala
A 21-es főútból ágazik ki, annak 41+800-as kilométerszelvénye közelében, Nagybátonynál, Bátonyterenye területének déli részén, kelet felé. Első méterein keresztezi a Zagyvát, majd 4-500 méter megtétele után a salgótarjáni vasutat, előtte még kiágazik belőle a Nagybátony vasútállomásra vezető 24 305-ös számú mellékút. Nagybátony ófalui elágazásánál kiágazik belőle délkelet felé a 24 107-es út, majd északkeletnek fordul, sőt egyes szakaszain majdnem észak felé halad és keresztülhúzódik a Bányavároson és Maconkán. Utolsó méterein, a Maconkai-rét és a Maconkai-víztározó között ismét keresztezi a Zagyvát – amelynek folyása itt kelet-nyugati irányú –, valamint a Kisterenye–Kál-Kápolna-vasútvonal nyomvonalát. A 23-as főútba torkollik, annak körülbelül a 2+750-as kilométerszelvényénél.
Teljes hossza, az országos közutak térképes nyilvántartását szolgáló kira.gov.hu adatbázisa szerint 4,720 kilométer.